# Y nos fuimos pa'l mundial
Y nos fuimos pa'l mundial es una película colombiana de 2018 dirigida por Fernando Ayllón y Ángel Ayllón. Estrenada el 31 de mayo de 2018, la película contó con las actuaciones de Nelson Polanía, Freddy Beltrán, Lina Cardona, Carolina Paladinez y Christian Rojas.

## Sinopsis
Tres humildes trabajadores de construcción sueñan con viajar a Rusia para ver a la selección colombiana de fútbol en el Mundial de 2018. Sin quererlo, son confundidos con tres malévolos espías rusos, lo que dificulta su estadía en el país del norte de Europa. 

## Reparto
- Nelson Polanía es Polilla.
- Freddy Beltrán es Freddy.
- Christian Rojas es Pantera.